# Гоби (Грузия)
Гоби (груз. ღობი) — село в Грузии, на территории Лентехского муниципалитета края (мхаре) Рача-Лечхуми и Нижняя Сванетия.

## География
Село находится в северной части Грузии, на правом берегу реки Гобишури (левый приток Цхенисцкали), на расстоянии приблизительно 31 километра (по прямой) к востоку от посёлка городского типа Лентехи, административного центра муниципалитета. Абсолютная высота — 1452 метра над уровнем моря.

## Население
По результатам официальной переписи населения 2014 года, в Гоби проживал один человек грузинской национальности.
| Год  | Население, человек |
| ---- | ------------------ |
| 2002 | 13                 |
| 2014 | ↘ 1                |